# Indotestudo travancorica
Espèce
Synonymes
- Testudo travancorica Boulenger, 1907

Statut de conservation UICN

 VU A1cd : Vulnérable
Statut CITES
Indotestudo travancorica est une espèce de tortues de la famille des Testudinidae.

## Répartition
Cette espèce est endémique d'Inde. Elle se rencontre au Karnataka, au Kerala et au Tamil Nadu.

## Publication originale
- Boulenger, 1907 : A new tortoise from Travancore. Journal of the Bombay Natural History Society, vol. 17, p. 560–564 (texte intégral).